# Jeanne Carpenter
Pour les articles homonymes, voir Carpenter.
Theo-Alice Jeanne Carpenter (née le 1er février 1917, - morte le 5 janvier 1994) est une enfant actrice américaine du cinéma muet,.

## Biographie
Née à Kansas City (Missouri), Carpenter commence sa carrière cinématographique à l'âge de trois ans. Son premier film est Papa longues jambes (1919). À l'âge de quatre ans, elle voyage à travers les États-Unis dans le cadre d'une tournée promotionnelle (en) de ses films.
Sa renommée grandit au début des années 1920 alors qu'elle fait une série d'apparitions réussies dans des films tels que Helen's Babies et The Sign of the Rose.
Devenue une jeune femme, elle évolue dans des rôles de personnages. Elle a des rôles adultes occasionnels dans les années 1940, puis elle prend sa retraite du cinéma.
Carpenter épouse Robert Grimes en 1949. Elle aura quatre filles et un fils issus de deux mariages. En 1964, elle et ses cinq enfants jouent dans la production de Gypsy des Plaza Players à Oxnard, en Californie.
Le 5 janvier 1994, Carpenter meurt d'emphysème à Oxnard, Californie.

## Filmographie
| An   | Titre                                      | Rôle                              | Remarques                                       |
| ---- | ------------------------------------------ | --------------------------------- | ----------------------------------------------- |
| 1919 | Papa longues jambes                        |                                   | Non crédité                                     |
| 1919 | Or du désert                               |                                   |                                                 |
| 1920 | La chance de Géraldine Laird               | Enfant                            | Crédité comme Theo-Alice Carpenter              |
| 1920 | The Courage of Marge O'Doone               |                                   |                                                 |
| 1920 | La Demeure de Lumière                      |                                   |                                                 |
| 1920 | Vallée paisible                            |                                   | Non crédité                                     |
| 1920 | La façon dont les femmes aiment            |                                   |                                                 |
| 1920 | Les aventures de Bill et Bob               |                                   | Titre alternatif : Les Aventures de Bill et Bob |
| 1920 | L'homme de nulle part                      |                                   | Titre alternatif : Rider from Nowhere           |
| 1921 | Combattre le destin                        |                                   | Crédité comme Jean Carpenter                    |
| 1921 | La noix                                    | Opérateur téléphonique de Cupidon | Non crédité                                     |
| 1921 | Par l'entrée de service                    | Jeanne (5 ans)                    |                                                 |
| 1921 | Un baiser dans le temps                    |                                   |                                                 |
| 1921 | La débandade                               | Marie, la petite fille de Wagner  | Crédité comme Jean Carpenter                    |
| 1921 | Ce qu'aucun homme ne sait                  | Mazie                             |                                                 |
| 1922 | Au nom de la loi                           |                                   |                                                 |
| 1922 | The Sign of the Rose (Le signe de la rose) | Dorothy Griswold                  |                                                 |
| 1922 | Tess au pays des tempêtes                  |                                   | Non crédité                                     |
| 1923 | Cendres de vengeance                       | Anne                              |                                                 |
| 1923 | L'alarme de minuit                         | Suzanne                           | Crédité comme Jean Carpenter                    |
| 1923 | Pourquoi les femmes se remarient           | Mildred Talbot                    |                                                 |
| 1924 | Par droit divin                            | Trent bébé                        | Titre alternatif : The Way Men Love             |
| 1924 | L'Enfant des Flandres                      | Alios Cogez                       | Crédité comme Jean Carpenter                    |
| 1924 | Helen's Babies                             | Bouger                            | Crédité comme Jean Carpenter                    |
| 1926 | Prince des tentateurs                      | Fleuriste                         |                                                 |
| 1931 | Les Lumières de la ville                   | Extra dans la scène du restaurant | Non crédité                                     |
| 1937 | Nuit glamour                               | Fille gitane                      | Non crédité                                     |
| 1945 | Week-end au Waldorf                        | Téléphoniste                      | Non crédité, (rôle final du film)               |